# Cerco de Évora
O cerco de Évora deu-se em 1181, quando um exército do Califado Almóada invadiu Portugal e sitiou a cidade que, porém, resistiu ao assédio.

## Históra
A cidade de Évora era uma das mais importantes no ocidente da península Ibérica e foi conquistada de surpresa em 1165 por Geraldo Sem Pavor, mediante um ataque nocturno. No ano seguinte estabeleceu-se na cidade uma nova Ordem de freires cavaleiros portugueses mas, por não ser autorizada pelo Papa, foi integrada na Ordem de Calatrava. Em 1173, o rei D. Afonso Henriques firmou com os almóadas, que governavam o Andaluz, uma trégua, que durou até 1178. Neste ano, o infante D. Sancho chefiou um ousado fossado até às portas de Sevilha, capital almóada na península, devastou a região em redor e, no caminho de regresso, devastou também a região de Beja, ainda em poder muçulmano.
As represálias pelo fossado de Triana não se fizeram esperar e, logo no ano seguinte, os almóadas invadiram Portugal mas retiraram-se após um mal-sucedido ataque contra Abrantes. Em 1180 uma frota almóada partiu de Sevilha a atacar as costas portuguesas e, em finais deste ano ou inícios de 1181 partiu também de Sevilha um exército comandado por Maomé Ibn Yusuf Ibn Wammudin, que invadiu Portugal transpondo o Guadiana.
Como se prevesse o ataque contra Évora, em Abril de 1181 D. Afonso Henriques doou a Gonçalo Viegas de Lanhoso e aos seus freires cavaleiros todas as herdades, vinhas, almoinhas e figueiras que possuía na cidade e confirmava-lhes os bens que lhes tinha doado em Santarém.

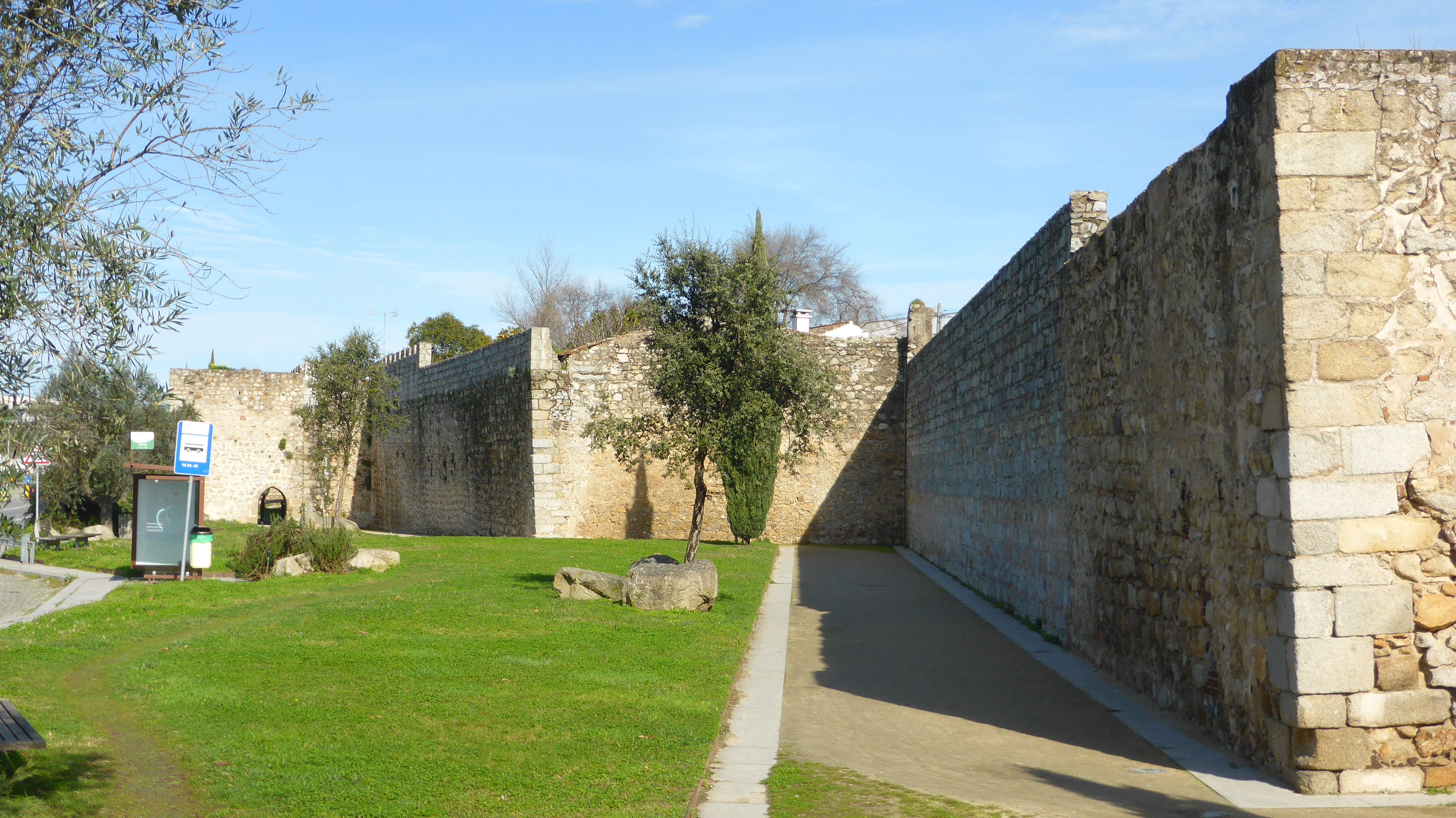
Troço da muralha de Évora.

Évora foi sitiada pelos almóadas a 25 de Maio de 1181, ao mesmo tempo que outros destacamentos muçulmanos atacavam os campos e povoações em redor. Em certo dia, os defensores de Évora tentaram uma sortida contra o acampamento do comandante Almóada quando este dormia, porém foram rechaçados e obrigados a recuar para dentro do fosso da cidade, acabando muitos eborenses capturados.
Os infiéis ocultaram-se por detrás das muralhas, como se ocultam os chacais que uivam quando ouvem o rugido do leão inimigo. Ibn Wammudin estava um dia na sua tenda a dormir a sesta e os muçulmanos devastavam toda a região. Saíram os cristãos de Évora de repente e despertou do seu sono, e montando imediatamente a cavalo, derrotou-os a todos, até que se lançaram no fosso da muralha, a pé, sem os cavalos, que foram capturados, assim como as suas presas; mataram um grande número deles e depois disto já não saíram mais da cidade, nem poucos nem muitos.

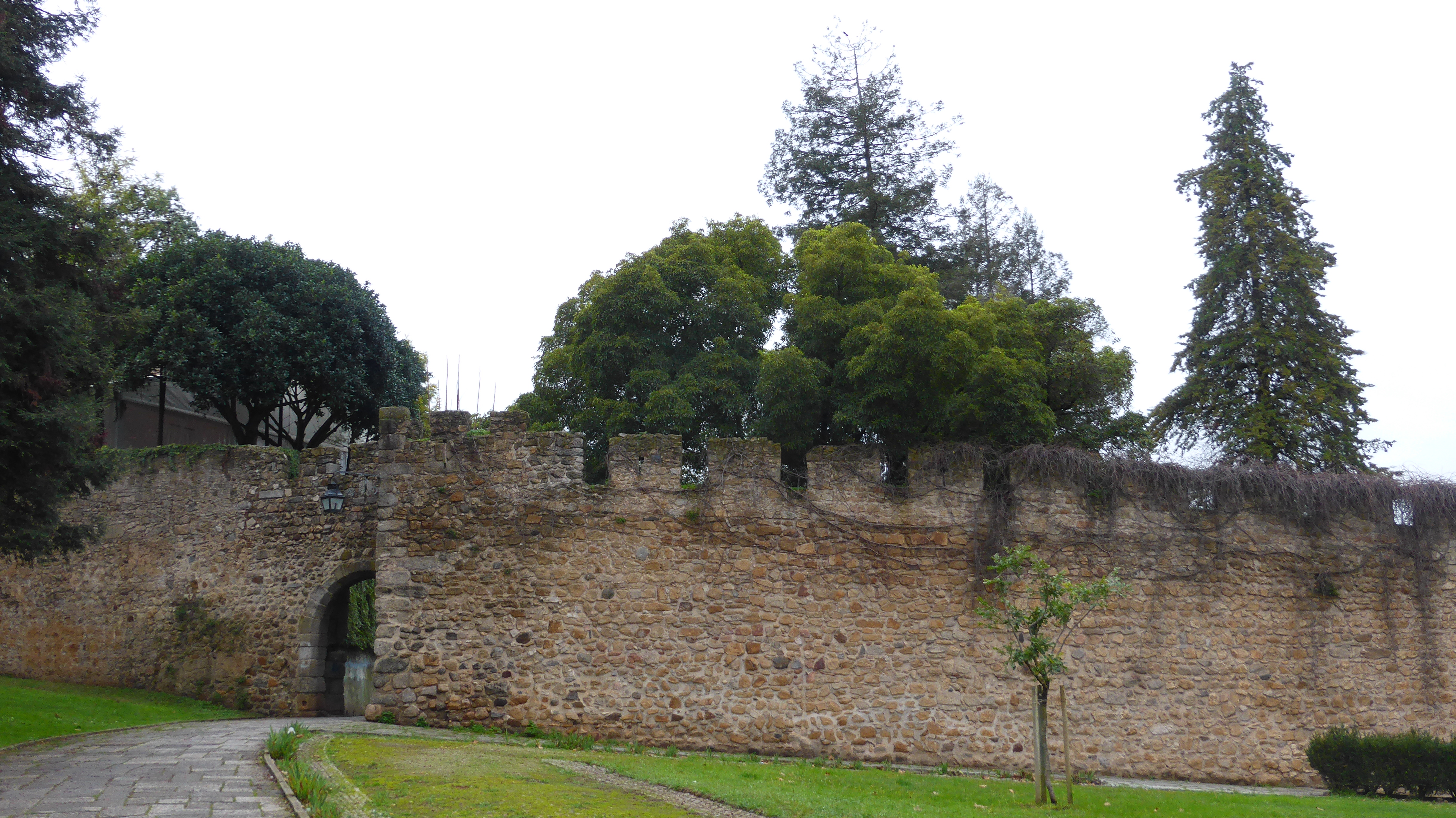
Évora.

Não foram tentadas mais sortidas pelos portugueses mas a cidade resistiu e dois dias mais tarde os muçulmanos retiraram-se, tendo destruído os campos e alguns pontos fortificados em redor.
O exército de Ibn Wammudin dirigiu-se a Coruche, castelo mais isolado e vulnerável, que assegurava as comunicações entre Santarém e Évora e destruiu-o, tendo levado 400 homens e 120 mulheres para o cativeiro. A 15 de Junho Ibn Wammudin desfilou em triunfo em Sevilha.
D. Afonso Henriques apressou-se a promover a reconstrução de Coruche e a 26 de Maio de 1182 atribuiu uma carta de foral à localidade, na qual oferecia numerosos privilégios aos seus repovoadores. O ataque almóada de 1181 não logrou intimidar os cavaleiros de Santarém e de Lisboa e provocou neste ano novos ataques contra a região de Aljarafe, em torno de Sevilha e aos castelos de Sanlúcar, Aznalcazar e Niebla, tendo eles regressado com muitos despojos e cativos.
O califa almóada ordenou aos seus delegados que redobrassem os seus esforços na região ocidental do Andaluz, portanto Portugal tornou-se o principal palco de guerra entre cristãos e muçulmanos na península Ibérica com intensidade crescente de 1181 a 1191.